# Стефаново (Могилёвская область)
Стефа́ново (бел. Сцефанава) — деревня в составе Ленинского сельсовета Горецкого района Могилёвской области Республики Беларусь.
До 7 сентября 2000 года деревня входила в состав Ленинского сельсовета, до 20 ноября 2013 года — в составе Ходоровского сельсовета.

## Население
- 2010 год — 17 человек

## Достопримечательность
- Военное кладбище. Историко-культурная ценность